# Brahmaguptas formel
Brahmaguptas formel beskriver ett samband mellan arean för en godtycklig cyklisk fyrhörning (en fyrhörning som kan skrivas in i en cirkel) och dess sidor. Formeln formulerades ursprungligen av den indiska matematikern Brahmagupta under 600-talet, dock utan bevis. Formeln har sedan bevisats på flera olika sätt av olika matematiker. 

## Formel
Brahmaguptas formel för en cyklisk fyrhörning med arean A och sidorna a, b, c, d skrivs vanligen
{\displaystyle A={\sqrt {(s-a)(s-b)(s-c)(s-d)}}}
där
{\displaystyle s\equiv {\frac {a+b+c+d}{2}}}
är semiperimetern (halva omkretsen).
Formeln kan dock skrivas utan semiperimetern på ekvivalent form
{\displaystyle A={\frac {1}{4}}{\sqrt {(-a+b+c+d)(a-b+c+d)(a+b-c+d)(a+b+c-d)}}.}
Vilket även kan skrivas 
{\displaystyle A={\frac {1}{4}}{\sqrt {(a^{2}+b^{2}+c^{2}+d^{2})^{2}+8abcd-2(a^{4}+b^{4}+c^{4}+d^{4})}}.}
Ett liknande samband existerar för en godtycklig triangel (alla trianglar är cykliska) som kallas Herons formel. Genom att låta en av sidorna i en fyrhörning vara noll bildas en triangel. Sätts en av sidorna till noll i Brahmaguptas formel erhålls Herons formel. Brahmaguptas formel kan ses som en generalisering av Herons formel.

## Bevis

### Bevis med trigonometriska samband

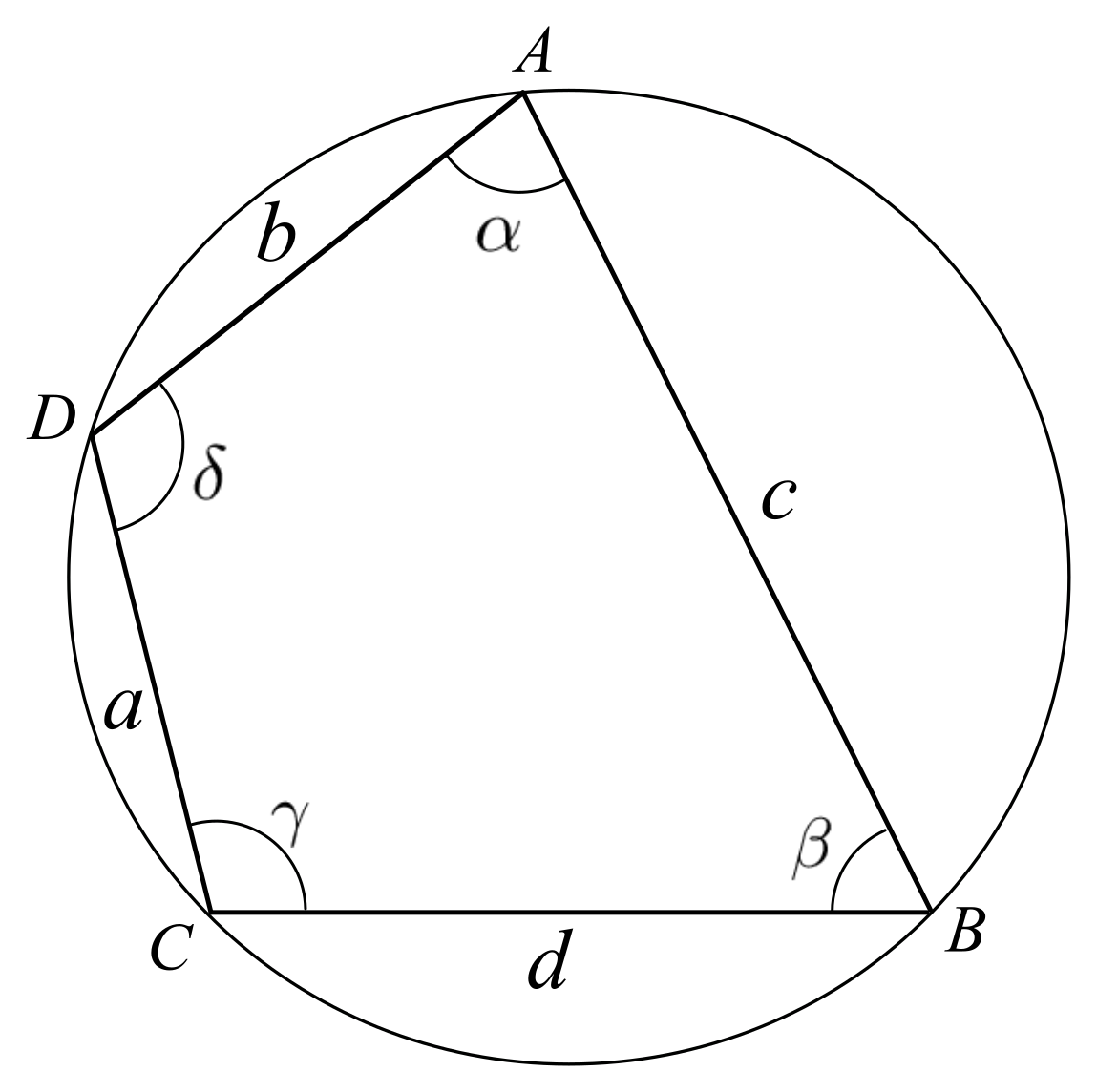
En cyklisk fyrhörning inskriven i en cirkel med beteckningar för hörn, sidor och vinklar

I beviset används beteckningar från figuren till höger. 
Den cykliska fyrhörningen ABCD kan delas upp i två trianglar, ABD och BDC, vars areor enligt areasatsen ges av 
{\displaystyle Area_{ABD}={\frac {1}{2}}bc\sin {\alpha }}
{\displaystyle Area_{BDC}={\frac {1}{2}}ad\sin {\gamma }}
Alltså ges den cykliska fyrhörningens area, A, av
{\displaystyle A={\frac {1}{2}}ad\sin {\gamma }+{\frac {1}{2}}bc\sin {\alpha }}
Eftersom fyrhörningen är cyklisk gäller {\displaystyle \alpha +\gamma =\pi \Leftrightarrow \gamma =\pi -\alpha }, vilket enligt en  trigonometrisk identitet medför att {\displaystyle \sin \alpha =\sin \gamma }. Alltså gäller 
{\displaystyle A={\frac {1}{2}}ad\sin {\alpha }+{\frac {1}{2}}bc\sin {\alpha }={\frac {1}{2}}(ad+bc)\sin {\alpha }}
Kvadrering av båda led ger
{\displaystyle A^{2}={\frac {1}{4}}(ad+bc)^{2}\sin ^{2}{\alpha }}
Detta kan med hjälp av trigonometriska ettan skrivas
{\displaystyle 4A^{2}=(ad+bc)^{2}(1-\cos ^{2}{\alpha })=(ad+bc)^{2}-(ad+bc)^{2}\cos ^{2}{\alpha }\quad (*)}
Trianglarna ABD och BDC har en gemensam sida DB.  Enligt cosinussatsen gäller
{\displaystyle DB^{2}=b^{2}+c^{2}-2bc\cos {\alpha }}
{\displaystyle DB^{2}=a^{2}+d^{2}-2ad\cos {\gamma }}
Dessa likheter ger sambandet
{\displaystyle b^{2}+c^{2}-2bc\cos {\alpha }=a^{2}+d^{2}-2ad\cos {\gamma }.}
Eftersom {\displaystyle \gamma =\pi -\alpha } gäller enligt en trigonometrisk identitet att {\displaystyle \cos {\gamma }=-\cos {\alpha }}, vilket ger sambandet
{\displaystyle b^{2}+c^{2}-2bc\cos {\alpha }=a^{2}+d^{2}+2ad\cos {\alpha }}
Vilket kan skrivas som
{\displaystyle 2ad\cos {\alpha }+2bc\cos {\alpha }=b^{2}+c^{2}-a^{2}-d^{2}}
Faktorisering i vänsterledet ger
{\displaystyle 2(ad+bc)\cos {\alpha }=b^{2}+c^{2}-a^{2}-d^{2}}
Kvadrering av båda led följt av division med 4 ger
{\displaystyle (ad+bc)^{2}\cos ^{2}{\alpha }={\frac {1}{4}}(b^{2}+c^{2}-a^{2}-d^{2})^{2}}
Ovanstående samband insatt i {\displaystyle (*)} ger 
{\displaystyle 4A^{2}=(ad+bc)^{2}-{\frac {1}{4}}(b^{2}+c^{2}-a^{2}-d^{2})^{2}}
Multiplikation med 4 ger 
{\displaystyle 16A^{2}=4(ad+bc)^{2}-(b^{2}+c^{2}-a^{2}-d^{2})^{2}}
Högerledet kan med hjälp av konjugatregeln skrivas 
{\displaystyle 16A^{2}=\left(2(ad+bc)-b^{2}-c^{2}+a^{2}+d^{2}\right)\!\left(2(ad+bc)+b^{2}+c^{2}-a^{2}-d^{2}\right)}
Utveckling av de inre parenteserna ger
{\displaystyle 16A^{2}=\left(a^{2}+2ad+d^{2}-(b^{2}-2bc+c^{2})\right)\!\left(b^{2}+2bc+c^{2}-(a^{2}-2ad+d^{2})\right)}
Vilken enligt  kvadreringsregler kan skrivas
{\displaystyle 16A^{2}=\left((a+d)^{2}-(b-c)^{2}\right)\left((b+c)^{2}-(a-d)^{2}\right)}
Vilket enligt konjugatregeln kan skrivas
{\displaystyle 16A^{2}=(a+c+d-b)(a+b+d-c)(b+c+d-a)(a+b+c-d)}
Genom att subtrahera och addera termen med negativt tecken i varje faktor i högerledet fås
{\displaystyle 16A^{2}=(a+b+c+d-2b)(a+b+c+d-2c)(a+b+c+d-2a)(a+b+c+d-2d)}
Genom att bryta ut 2 ur varje faktor i högerledet fås
{\displaystyle 16A^{2}=16\left({\frac {a+b+c+d}{2}}-b\right)\left({\frac {a+b+c+d}{2}}-c\right)\left({\frac {a+b+c+d}{2}}-a\right)\left({\frac {a+b+c+d}{2}}-d\right)}
Division med 16 ger
{\displaystyle A^{2}=\left({\frac {a+b+c+d}{2}}-b\right)\left({\frac {a+b+c+d}{2}}-c\right)\left({\frac {a+b+c+d}{2}}-a\right)\left({\frac {a+b+c+d}{2}}-d\right)}
Introduceras nu semiperimetern, {\displaystyle s\equiv (a+b+c+d)/2}, erhålls
{\displaystyle A^{2}=(s-a)(s-b)(s-c)(s-d)}
Roten ur ger slutligen
{\displaystyle A={\sqrt {(s-a)(s-b)(s-c)(s-d)}}}
V.S.B.

### Bevis utan trigonometriska samband
Formeln kan bevisas utan trigonometriska samband med hjälp av Herons formel och uppdelning i trianglar.

## Generalisering
Brahmaguptas formel kan generaliseras till att gälla även för konvexa icke-cykliska fyrhörningar enligt
{\displaystyle A={\sqrt {(s-a)(s-b)(s-c)(s-d)-abcd\cos ^{2}{\left({\frac {\alpha +\gamma }{2}}\right)}}}}
där {\displaystyle \alpha } och {\displaystyle \gamma } är motstående vinklar. Denna formel kallas Bretschneiders formel och Brahmaguptas formel är specialfallet för cykliska fyrhörningar vilket ger {\displaystyle \alpha +\gamma =\pi } som innebär att cosinustermen blir noll.